# Effets de l'alcool sur la santé

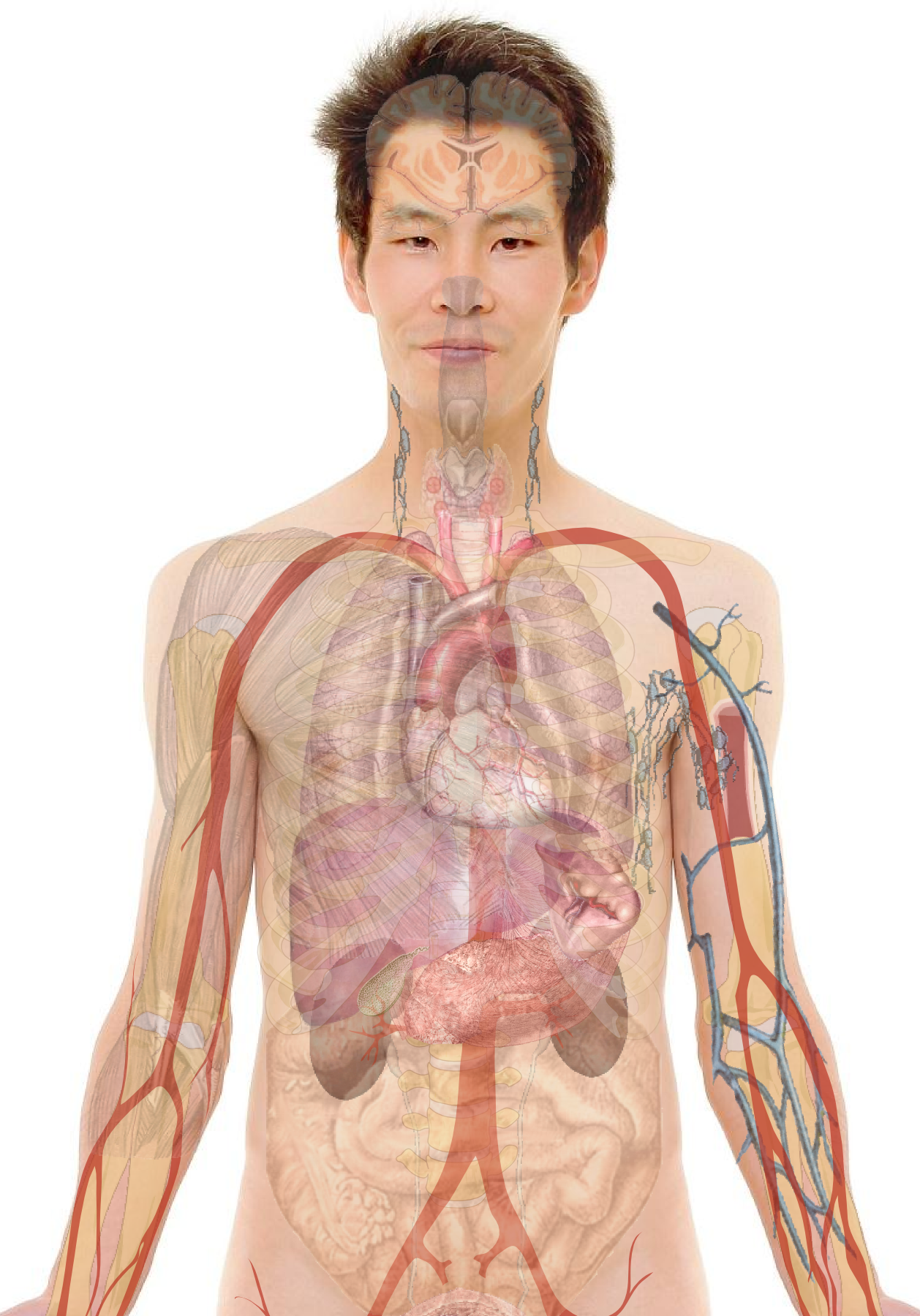
La consommation d'alcool a des effets (directs ou indirects, immédiats et différés) sur de nombreux organes et sur tout l'organisme ; elle est impliquée dans plus de 200 maladies ou problèmes de santé répertoriés par l'OMS)).

Les effets de l'alcool sur la santé sont nombreux. La consommation d'alcool (ou éthanol), principalement sous forme de boisson, est impliquée à des degrés divers dans plus de 200 problèmes de santé différents. L'alcool est toxique pour de nombreux organes, dont le cerveau. Il entraîne en outre une dépendance et accroît les risques de lésions traumatiques, de plusieurs troubles neurologiques et psychiatrique, de plusieurs maladies cardiovasculaires et de l'appareil digestif, plusieurs cancers et certaines infections.
Il cause plusieurs millions de morts chaque année dans le monde. La consommation d'alcool peut avoir un rôle bénéfique pour certaines maladies cardiovasculaires, mais une étude ayant porté sur 28 millions de personnes de 1990 à 2016 a conclu que ce rôle est dans tous les cas - et dès le premier verre - contrecarré par ses effets négatifs à moyen et long termes .
La majorité des effets de l'alcool sur la santé s'aggravent avec la quantité consommée et du mode de consommation. L'épidémiologie des complications de la consommation d'alcool corrèle principalement ses effets néfastes au niveau de consommation mais plusieurs facteurs favorisent ou aggravent ces effets : les âges extrêmes, le sexe féminin, certains antécédents familiaux et un statut socioéconomique bas.
Ces effets peuvent être réduits par des politiques de santé publique et une prise en charge médicale adaptées.

## Influence de la consommation

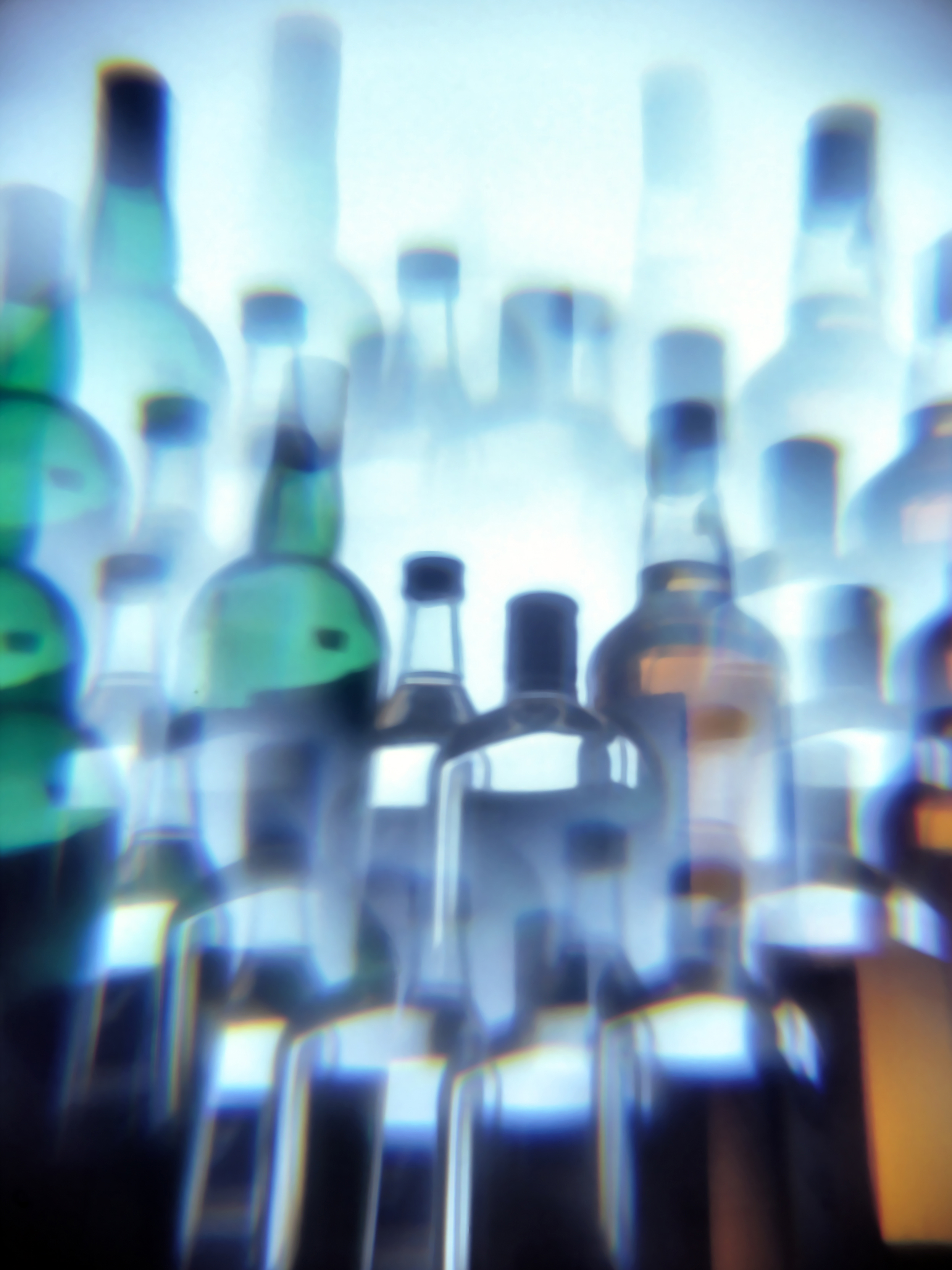
La quantité d'alcool ingérée, quelle que soit son origine, est le principal facteur expliquant les effets immédiats sur la santé, mais selon une méta-analyse de The Lancet ayant porté sur la santé de 28 millions de personnes de 1990 à 2016, il n'y a pas de dose « inoffensive » pour la santé à long terme.

In utero l'alcool est dangereux quelle que soit sa dose. Chez le buveur jeune ou adulte, deux facteurs importants de nocivité sont la dose totale d'alcool consommée, et le mode de consommation (plus que le type d'alcool). Une relation dose-effet est démontrée (c'est-à-dire que le risque augmente avec le niveau de consommation) . C'est la quantité d'alcool pur qui compte ; calculable à partir de la quantité de boissons consommées en tenant compte de leurs proportions respectives en alcool.
Concernant le type d'alcool et le mode de consommation, le vin rouge consommé au cours de repas semble diminuer le risque cardiovasculaire mais en augmentant le risque de cancer. Et les épisodes de consommation massive annulent cet effet protecteur (d'une consommation dite à bas risque). En outre de tels épisodes sont néfastes pour la santé même si la quantité globale consommée dans l'année ou dans la vie reste faible.
Les effets toxiques de l'alcool sont surtout ceux de l'éthanol mais ils peuvent être aggravés par la présence d'autres ingrédients, dont le méthanol, des métaux lourds (plomb notamment, par exemple dérobé à partir de carafes de cristal,,,,) ou des résidus de désinfectants parfois retrouvés dans des alcools artisanaux, illégaux ou frelatés (ou dans des substituts non destinés à la consommation tels qu'alcool à brûler ou alcool médical dénaturé) ; ces autres substances n'expliquent cependant que moins de 1 % des décès liés à la consommation de boissons alcoolisées. L'adjonction de houblon (bières) peut perturber le système endocrinien (à cause de sa teneur en lutéine, une hormone féminisante).

## Mécanismes

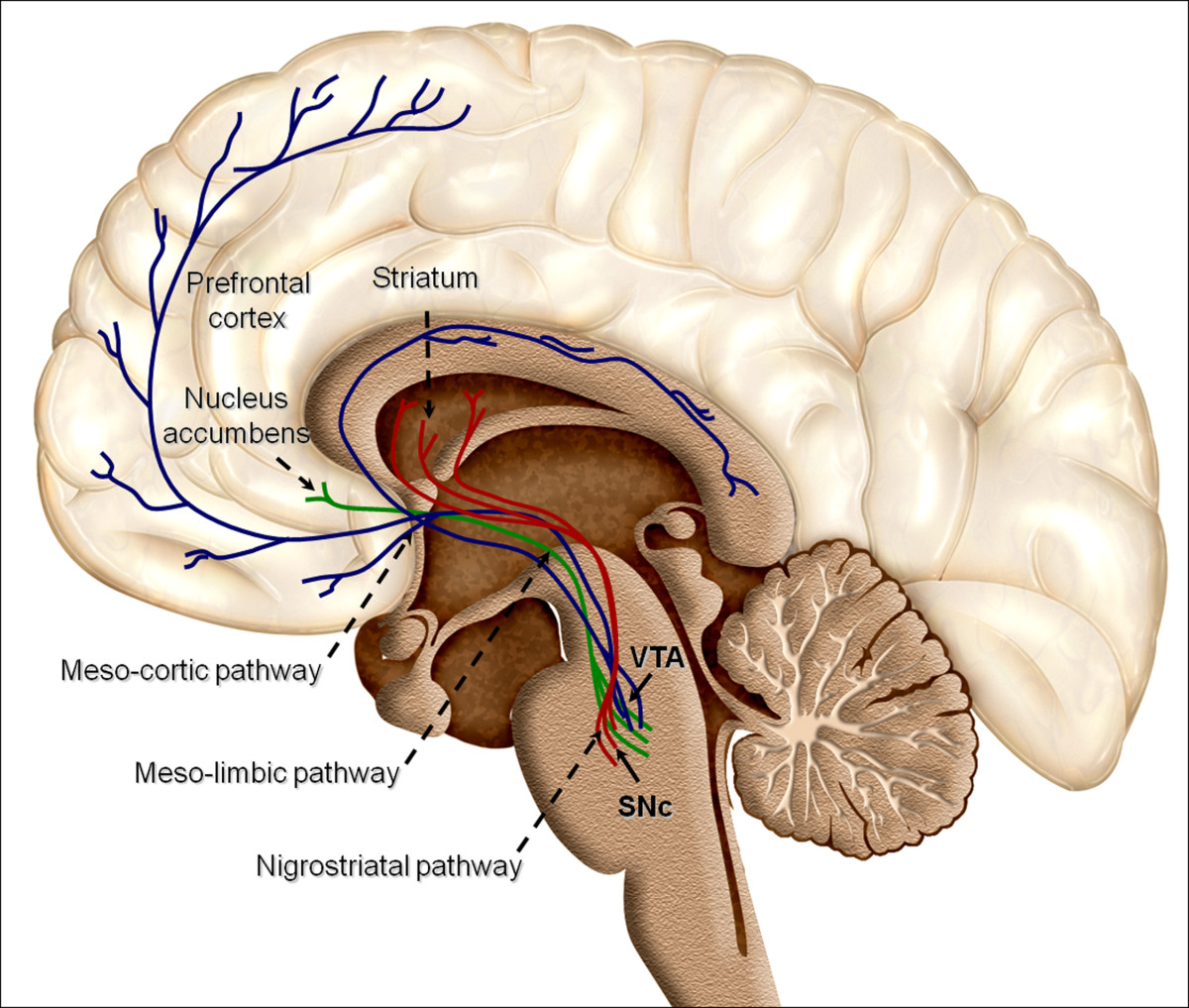
Coupe schématique d'un cerveau (face interne), avec représentation des circuits de la récompense, qui sont affectés par l'alcool dans la dépendance.

Les effets de l'alcool combinent au moins quatre mécanismes :
1. un effet toxique sur de nombreux tissus et organes ;
2. une « atrophie globale du cerveau » (démontré par les mesure faites par IRM[8] ;
3. une intoxication qui altère la coordination, la conscience, la cognition et la perception, et qui affecte le comportement ;
4. une dépendance, caractérisée par la perte de contrôle de la consommation.

L'alcool facilite la survenue de plusieurs maladies, mais aussi sur leur progression, comme pour la cirrhose ou les maladies cardiovasculaires et certains cancers ou l'épilepsie et d'autres troubles neuropsychiques comme la dépression ou les troubles anxieux.

## Principaux effets
L'alcool a des effets sur la santé du consommateur, mais aussi des conséquences sociales, avec notamment des répercussions sur l'entourage. La consommation d'alcool est en cause, au moins partiellement, dans plus de 200 problèmes de santé de la dixième version de la Classification internationale des maladies de l'Organisation mondiale de la santé (OMS).

### Troubles neuropsychiatriques
Les conséquences neuropsychiatriques de l'alcool sont multiples. La toxicité de l'alcool sur le système nerveux central est due au déséquilibre engendré par l'éthanol (et sa transformation en acétaldéhyde) sur les neurotransmetteurs (glutamate et GABA), ainsi qu'à l'effet inflammatoire et à la libération de radicaux libre à long terme. L'éthanol est en fait assez rapidement transformé en acétaldéhyde lui-même neurotoxique.

#### Effet immédiats
Les effets néfastes de l'ivresse sont la conséquences de l'euphorie et de la désinhibition responsable de comportements à risques : violence, conduite automobile, comportement sexuel (agresseur ou consentement sans valeur)… Ces effets sont par ailleurs aggravés par l'ébriété et la maladresse motrice à l'origine de traumatisme. À son état maximal le coma éthylique peut mener au décès. Cet état d'ivresse peut être responsable d'une amnésie de plusieurs heures avec ses conséquences médicolégales.

#### Effets à long terme
À long terme, l'alcool et surtout l'alcoolisme a des effets dévastateurs sur le système nerveux. Plusieurs atteintes différentes sont connues et peuvent souvent s'associer. Pour résumer (voir références);
Le syndrome de Korsakoff est une atteinte de la mémoire et du comportement.
Le syndrome de Gayet-Wernicke provoque des troubles de l'équilibre et de la vue (oculomotricité).
Le syndrome de Marchiafava Bignami est une atrophie du corps calleux aux symptômes très variés, souvent sévères (coma, tremblements, démences).
La neuropathie optique toxique peut rendre aveugle.
Les séquelles d'un traumatisme crânien, d'un AVC, la démence vasculaire sont des conséquences indirectes de l'alcoolisme.
L'atrophie du cervelet est responsable de tremblements et de troubles de la marche.
L'encéphalopathie hépatique est due aux toxines qu'un foie cirrhotique ne peut plus détruire et est responsable de difficultés de concentration, de mémoire puis d'altération de la conscience.
La neuropathie alcoolique est une dégradation des nerfs périphériques essentiellement des pieds et des jambes responsable de douleur, de perte de sensibilité et de difficultés à la marche.
La neuropathie alcoolique, le syndrome de Gayet-Wernicke et le syndrome de Korsakoff, ont en commun d'être dus à la carence en vitamine B1 et B6.
Les conséquences psychosociales dues à l'alcoolisme (anxiété, dépression, désocialisation) ont également un retentissement négatif sur les capacités cérébrales.
La démence alcoolique est un terme un peu générique qui définit une dégradation lente et irréversible des fonctions cognitives de l'alcoolique. Elle est en général la conjonction de plusieurs des dégâts cités plus hauts (syndromes de Korsakoff et Wernicke en particulier). Elle aurait toutefois une cause indépendante correspondant à l'atrophie globale du cerveau constatée chez les alcooliques, mais dont les détails et mécanismes ne sont pas encore bien connus. Selon une étude récente (PLOS Medicine, 2022) consommer plus de trois pintes de bière ou de trois quarts d’une bouteille de vin par semaine cause « une augmentation des niveaux de fer dans le cerveau. Or le taux de fer dans le cerveau a été associé aux maladies d’Alzheimer et de Parkinson ». On a montré en 2018 qu'une consommation élevée d'alcool (six verres ou plus par jour pour les hommes, quatre pour les femmes) triple le risque de démence et double celui de maladie d'Alzheimer.
Statistiquement, au delà de deux unités d'alcool par jour, le risque de démence alcoolique augmente de 17 %. Les données relatant le possible effet bénéfique de l'alcool sur la santé en dessous de deux unités de consommation ne sont pas suffisamment solides pour le confirmer,.

### Maladies de l'appareil digestif
L'alcool est une source bien connue de cirrhose et de pancréatite (aiguë ou chronique) et de gastrite, mais aussi de cancers des voies digestives. Le risque est exponentiellement lié au niveau de consommation. La gastrite est elle-même responsable de malabsorption de vitamine B (1,6,12 notamment) qui est en partie responsable des troubles neurologiques.

### La goutte
La consommation d'alcool est l'un des facteurs de risques de développement de la goutte (maladie caractérisée par l'apparition de cristaux d'urates dans des tissus biologiques, en augmentation dans les pays riches depuis la fin du XXe siècle).

### Cancers
La consommation d'alcool est une cause prouvée de divers cancers,, et notamment du cancer de la bouche, du pharynx, du larynx, de l'œsophage, du côlon, du rectum, du foie et du sein. L'alcool est classé comme un cancérigène avéré (groupe 1) du CIRC depuis 1988. 5,8 % des morts mondiales liées à ces cancers seraient dues à la consommation d'alcool. C'est aussi le cas, possiblement, pour le cancer du pancréas. Le risque est lié à des facteurs génétiques et au niveau de consommation.
En France, selon l'OMS et santé publique France, il cause environ 11% des cancers de l’homme et de 4.5% des cancers de la femme (mais ces derniers sont en augmentation rapide (comme pour le tabac) selon le CIRC (2018) la part de cancers liée à l’alcool est passée chez les femmes de 4,5 % à 7,3 % en 15 ans (de 2000 à 2015) ; et « l'incidence des cancers de la lèvre-bouche-pharynx, de l’œsophage et du larynx a connu une augmentation considérable chez les femmes (entre + 1 ,1 % et + 1,7 %) alors qu’elle a fortement diminué chez les hommes (entre - 2,6 % et - 2,8 %). » ; en 2015, le nombre de cancers du sein imputables à la consommation d’alcool en France était de 8 080, soit plus de 15 % de ces cancers).
Chez les hommes et femmes de 15 ans et plus, l'alcool a en 2015 tué directement 41 000 personnes (environ 30 000 hommes et 11 000 femmes, soit respectivement 11 % et 4 % de la mortalité) ; parmi les morts directement dus à l'alcool, plus de la moitié (près de 16 000) sont dus à un cancer induit par l'alcool ce qui fait de l'alcool la seconde cause évitable de mortalité par cancer après le tabac,. La mort par cancer représente une fraction importante des causes de mortalité associées à l’alcool : jusqu’à 15% des décès chez les 35-64 ans contre moins de 8% pour les autres âges.
Même une consommation modérée (7 à 18 g/jour) peut tuer par maladie induite : hors causes externes, près de 500 décès (1 % des décès attribuables à l’alcool hors causes externes) sont attribués à une consommation modérée ; alors que 90 % du total des décès correspondent à des consommations supérieures à 53 g/j.
Des données publiées dans The Lancet Oncology, indiquent que bien qu’une consommation d’alcool « à risque et excessive » (plus de deux boissons alcoolisées par jour) représente la plus grande proportion de cancer (86 % du total des cas attribuables à l’alcool), une consommation « légère à modérée » (jusqu’à deux verres d’alcool par jour) représentait un cas sur sept attribuables à l’alcool, c’est-à-dire plus de 100 000 nouveaux cas de cancer dans le monde.
La consommation d’alcool a beaucoup diminué en France de la fin des années 1950 à 2015, mais 7% des décès des plus de 15 ans restent attribuables aux boissons alcoolisées, sur un total de 580 000 décès en 2015.

### Traumatismes

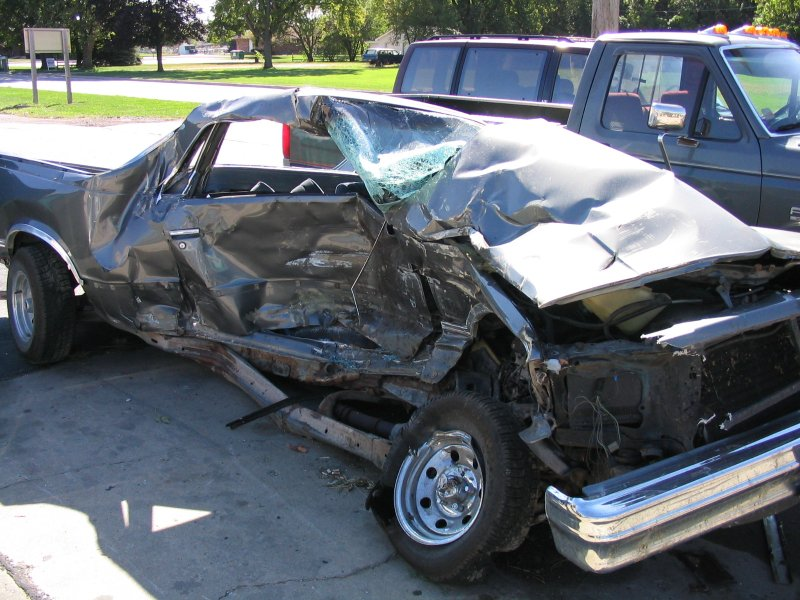
Le risque d'accident de la route mortel ou grave augmente considérablement avec la consommation d'alcool, et est aggravé par la prise conjointe d'autres psychotropes et/ou de certains médicaments,,

La consommation d'alcool peut être impliquée dans des lésions traumatiques : blessures intentionnelles par accident, suicide ou violence favorisées par la consommation d'alcool, surtout après ingestion d'une dose importante. Le risque d'accident augmente exponentiellement avec le niveau de consommation et est élevé dès le second verre.

### Maladies cardiovasculaires et diabète
La consommation d'alcool a un effet délétère sur l'hypertension artérielle, la fibrillation atriale et l'hémorragie cérébrale et plusieurs cancers, indépendamment du mode de consommation et de la quantité consommée.
La relation entre la consommation d'alcool et le diabète sucré est duale. Si une faible consommation peut être bénéfique, une consommation importante est néfaste.

### Effets au cours de la grossesse

Caractéristiques faciales du syndrome d'alcoolisation fœtale, souvent associées à un retard mental.

La consommation d'alcool a des conséquences spécifiques et en grande partie irréversibles sur le fœtus ou l'embryon durant tout le cours de la grossesse. C'est notamment le cas du syndrome d'alcoolisation fœtale ou de la prématurité et de ses complications.

### Maladies infectieuses
La consommation d'alcool peut être impliquée dans des maladies infectieuses. C'est le cas pour la pneumonie et la tuberculose. Le risque est particulièrement marqué pour une consommation importante, avec un probable effet seuil, c'est-à-dire que l'effet apparaitrait uniquement au-delà d'un certain niveau de consommation. Par ailleurs, il pourrait exister une relation avec l'infection à VIH et les maladies sexuellement transmissibles du fait d'une corrélation avec la prise de risque sexuel.

### Effets indirects
La consommation d'alcool peut avoir des conséquences socio-économiques qui peuvent avoir en retour des conséquences sur la santé. C'est le cas des dépenses d'obtention de l'alcool lorsque les revenus sont faibles, des pertes de productivité au travail, des dysfonctionnements familiaux et de la marginalisation de la société.

### Effets sur l'entourage
La consommation d'alcool peut avoir des effets sur la santé de l'entourage. On peut citer des lésions traumatiques, des troubles mentaux et des troubles du spectre de l'alcoolisation fœtale sur le futur bébé en cas de grossesse. Les femmes sont plus à risque d'avoir des effets liés à la consommation d'alcool par l'entourage que les hommes.

### Rythme circadien
La consommation d’alcool peut grandement perturber le rythme circadien, en causant plusieurs effets perceptibles sur les rythmes générés par l’horloge biologique et les activités qui en dépendent. Cela implique plusieurs conséquences au niveau de la régulation de l’expression des gènes de la réponse photosensitive, de la température corporelle, du cycle hormonal, du développement et du système immunitaire.

## Facteurs de vulnérabilité
Il existe plusieurs facteurs de vulnérabilité pour les effets délétères liés à la consommation d'alcool. Il s'agit de facteurs qui augmentent les risques pour la santé, indépendamment de la quantité consommée.

### Âge et sexe
En ce qui concerne l'âge, les enfants, les adolescents et les personnes âgées sont les plus vulnérables. Par exemple, une initiation avant 14 ans est associée à un risque accru de dépendance. Les personnes âgées ont des capacités métaboliques amoindries, ce qui par exemple peut entrainer des chutes plus fréquentes.
En ce qui concerne le sexe, les femmes sont plus vulnérables que les hommes. C'est le cas par exemple pour certains cancers et certaines maladies de l'appareil digestif et cardiovasculaires. Les facteurs expliquant cette vulnérabilité sont, par exemple, un poids plus faible, une capacité de métabolisation moindre et une proportion de tissu adipeux plus élevée. L'ensemble concourt à une concentration plus élevée d'alcool dans le sang.
Par ailleurs, la consommation lors de la grossesse peut avoir des conséquences néfastes à vie pour le nouveau-né, comme le syndrome d'alcoolisation fœtale ou trouble du spectre de l'alcoolisation fœtale.

### Environnement familial
Dans l'environnement familial, la présence de dépendance à l'alcool chez un apparenté est un facteur de vulnérabilité, d'un point de vue à la fois génétique et environnemental. Sur le plan génétique, plusieurs gènes peuvent avoir une influence sur l'initiation, le métabolisme et les mécanismes de renforcement de la consommation d'alcool, ce qui peut augmenter la susceptibilité aux propriétés toxiques et psychoactives de l'alcool. Sur le plan environnemental, le comportement des parents dépendants à l'alcool augmente le risque de dépendance.

### Statut socio-économique
Concernant le statut socio-économique, les personnes ayant un bas statut semblent plus vulnérables que les personnes ayant un statut élevé. Par exemple, les ouvriers semblent plus vulnérables aux effets les plus sévères sur la santé, y compris les décès.
Une explication serait que les personnes ayant un bas statut socio-économique ont moins de capacités à éviter les conséquences négatives de la consommation, du fait d'un manque de ressources. Par exemple, les personnes ayant un statut élevé peuvent choisir un environnement de consommation plus sûr, disposer d'un meilleur amortissement social ou spatial de leur comportement, et avoir un meilleur accès à des soins de qualité.
Une autre explication pourrait être, chez les personnes ayant un bas statut socio-économique, la moindre extension du réseau de soutien, c'est-à-dire la moindre présence de facteurs ou de personnes pouvant motiver un recours précoce aux soins. Une autre explication alternative, contestée, serait un mode de consommation des personnes à bas statut de type « tout-ou-rien », c'est-à-dire une consommation peu fréquente mais importante.

### Développement économique
En ce qui concerne le développement économique d'un pays ou d'une région, qui peut par exemple être évalué en parité de pouvoir d'achat, les effets sur la santé sont en rapport avec le statut socio-économique, pour un même niveau de consommation. Par exemple, la cirrhose a une moins bonne évolution dans les sociétés à faible développement économique du fait de la présence de cofacteurs comme les carences nutritionnelles et les hépatites virales. Par ailleurs, les services qui peuvent atténuer les effets de l'alcool y sont moins accessibles. Les accidents de la route dans lesquels l'alcool est impliqué peuvent y être plus graves en raison de la présence de véhicules et d'infrastructures moins sûres.

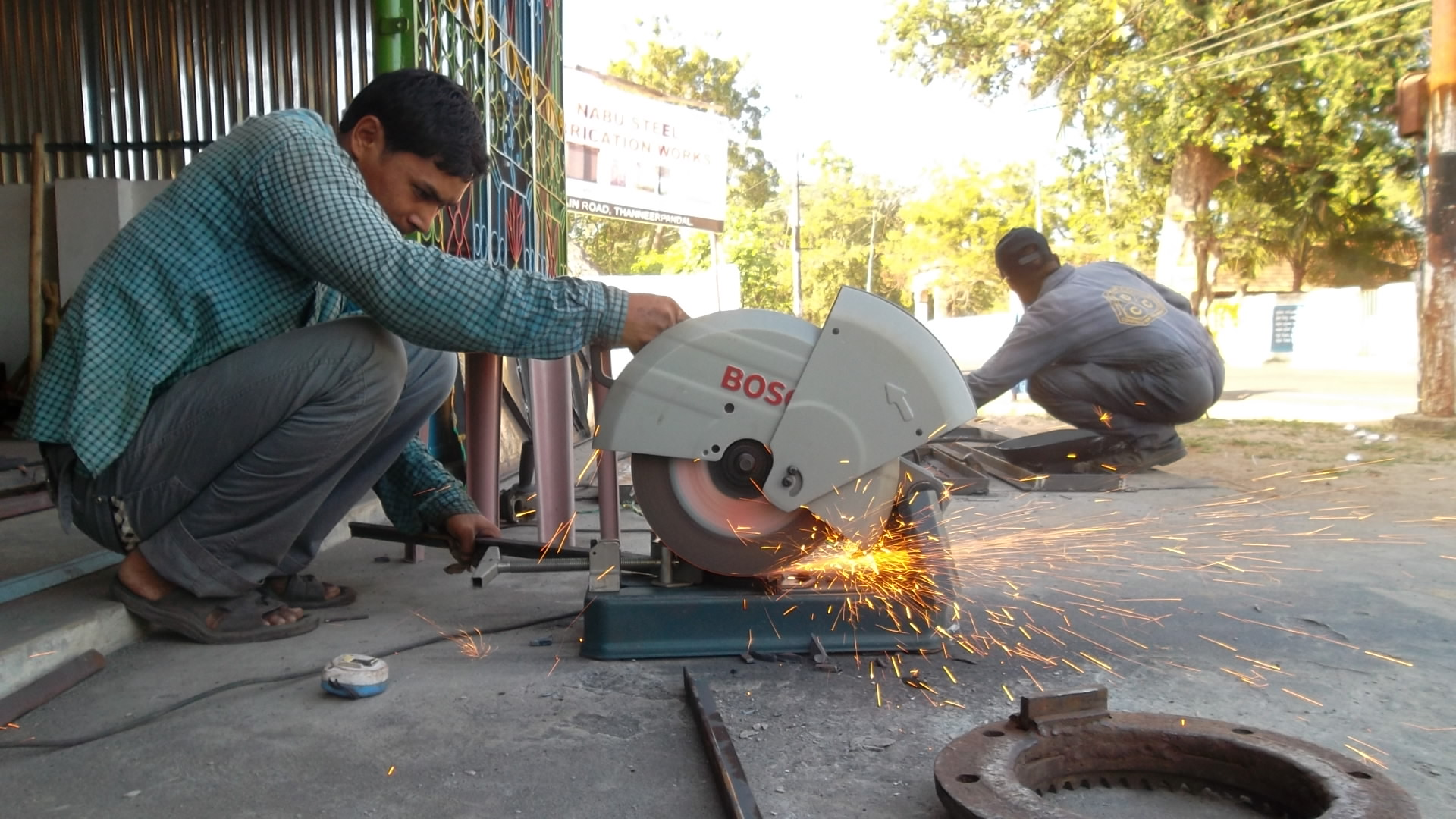
Certains travaux peuvent favoriser la survenue d'accidents en cas de consommation d'alcool préalable.

### Autres facteurs
- La région est un facteur encore mal compris mais qui joue un certain rôle[25].
- Le contexte de consommation peut également influer sur le risque. Dans certaines situations, la moindre consommation peut entrer en ligne de compte. C'est par exemple le cas lorsque la consommation a lieu avant la conduite d'une voiture ou le pilotage d'un avion[1].
- Les mesures de santé publique concernant le degré de régulation de l'alcool dans un pays, ainsi que son efficacité, peuvent également avoir un effet sur le risque de la consommation[1].

## Estimation globale

Années de vies ajustées sur l'incapacité par habitant et liées à l'alcool, dans les différents pays du monde en 2004, indiquées par le caractère sombre de la couleur.

En 2012, l'OMS a estimé l'effet sur la santé de la consommation d'alcool dans le monde (mortalité et charge globale en problème de santé). Cette charge globale a été mesurée en années de vie corrigée de l'incapacité, ce qui correspond à la somme des années de vie perdues du fait soit de la mortalité prématurée, soit du temps passé avec un état de santé amoindri. Les problèmes de santé ont été répartis en plusieurs groupes. Ces effets sont sous-estimés car dans ce cadre, parmi les troubles neuropsychiatriques, la dépression et les troubles anxieux n'ont pas été pris en compte ; concernant les maladies cardiovasculaires, alors que les effets bénéfiques liés à une faible consommation d'alcool ont été inclus ; concernant les traumatismes, les blessures infligées à l'entourage et imputables à la violence liée à la consommation d'alcool n'ont pas été prises en compte.

### Résultats généraux
En 2012,
- la consommation d'alcool était jugée responsable de 3,3 millions de décès en 2012, soit 5,9 % du total, avec 33 % de cause cardiovasculaire, 26 % de cause traumatique, 16 % de cause digestive, 12 % dus à un cancer, 8,0 % de cause infectieuse, 4,0 % de cause neuropsychiatrique et 0,1 % de cause néonatale[1].
- la consommation d'alcool était estimée responsable de 5,1 % de la charge globale en problème de santé en 2012, soit 139 millions d'années de vie ajustées sur l'incapacité. Parmi cette charge, 31 % est attribuée aux traumatismes, 25 % aux troubles neuropsychiatriques, 15 % aux maladies cardiovasculaires, 14 % aux maladies digestives, 8,6 % aux cancers, 6,8 % aux maladies infectieuses et 0,2 % aux atteintes néonatales[1].
- les troubles neuropsychiatriques occupent une place bien plus grande dans les causes de la charge globale liée à l'alcool, comparativement à leur place dans les causes de décès. Ceci est surtout dû aux troubles de l'usage de l'alcool, responsables de plus d'incapacité que de mortalité en comparaison avec d'autres maladies chroniques[1].

### Variations régionales et liées au genre ou au statut socioéconomique
La part des décès liés à l'alcool varie beaucoup selon les régions de l'OMS, avec des extrêmes de 13,3 % des décès dans la région européenne à 0,9 % des décès dans la région méditerranéenne orientale.
La part de la charge globale en problème de santé liée à l'alcool varie également d'une région à l'autre, tout comme la part de décès, avec des proportions allant de 12,8 % dans la région européenne à 0,6 % dans la région méditerranéenne orientale. Ces extrêmes s'expliquent par les différences de niveaux de consommation.
Les formes d'alcoolisation et la mortalité induite varient aussi selon le genre : chez l'homme, la consommation d'alcool est responsable de 7,6 % de la mortalité, tandis que chez la femme, elle est responsable de 4,0 % de la mortalité.
De même, la part de la charge globale varie également entre l'homme et la femme. La consommation d'alcool est responsable de 7,4 % de la charge globale en problème de santé chez l'homme, contre 2,3 % de la charge globale chez la femme. Ces différences s'expliquent notamment par les différences de quantité consommée et de fréquence d'épisodes de consommation importante, plus élevées chez l'homme que chez la femme.
Le statut économique influe aussi la mortalité observée due à la consommation d'alcool : dans les pays riches, la mortalité liée à la consommation d'alcool est de 799 par million d'habitants, contre 209 par million d'habitants dans les pays pauvres.
De même, la charge globale en problème de santé mesurée en années de vie ajustées sur l'incapacité, est de 3 006 pour 100 000 habitants dans les pays riches, contre 1 074 pour 100 000 habitants dans les pays pauvres. Ces différences reflètent une association globale entre la richesse d'un pays et la consommation d'alcool.

## Prévention de l'alcoolisme

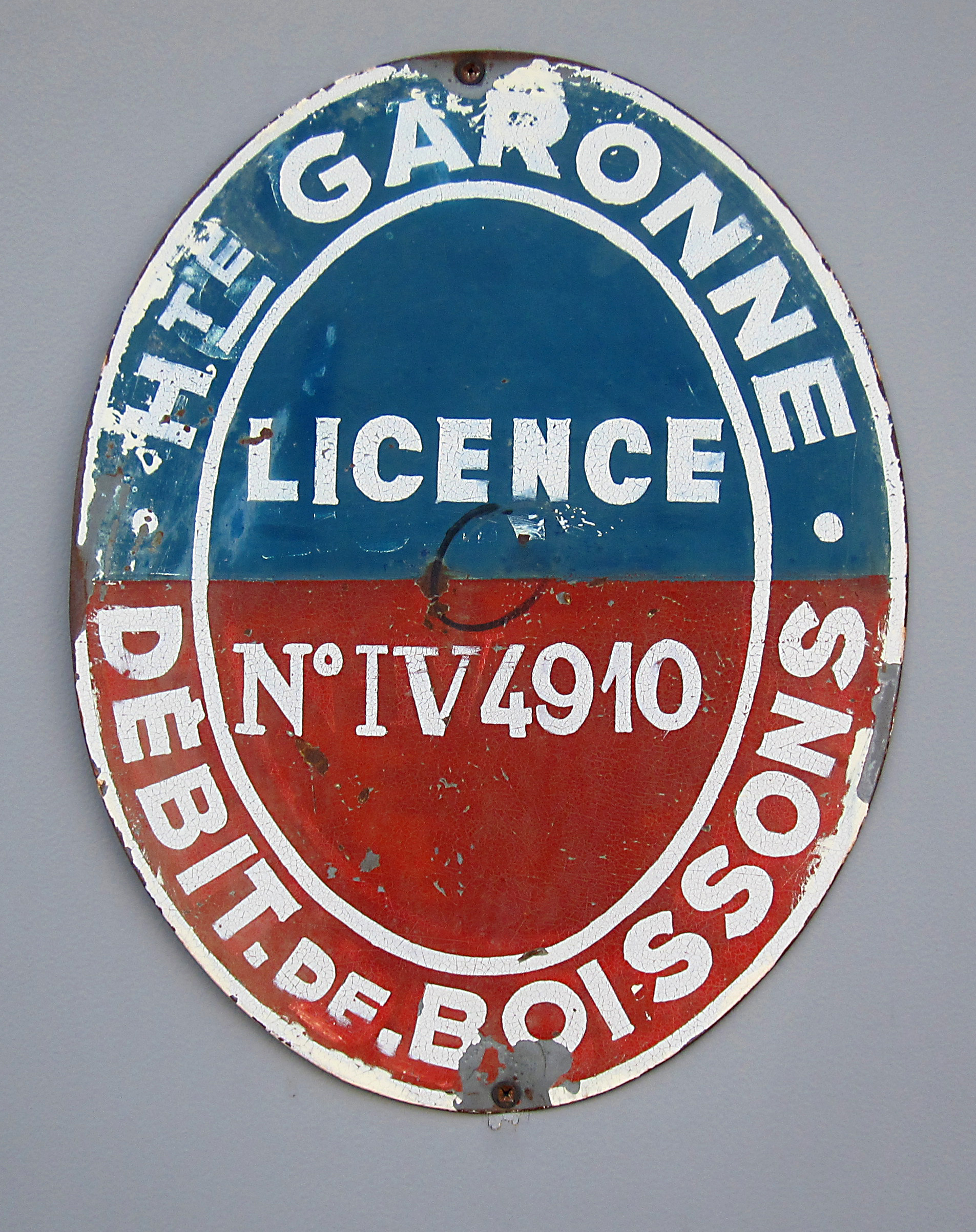
La distribution d'alcool est encadrée dans de nombreux pays.

Elle passe par l'école, l'information, la formation et la sensibilisation des personnes, des communautés, des médecins… et repose sur des mesures de santé publique comme la mise en place de taxes, de limites à la disponibilité et de restrictions à la publicité sont efficaces pour faire diminuer les effets sur la population. La lutte contre l'alcool au volant peut participer à la réduction de la consommation.
Les professionnels de santé jouent un rôle important dans la détection et réduction des risques liés à la consommation d'alcool, en suivant la consommation des patients et en prodiguant des interventions brèves, des conseils et des traitements médicamenteux adaptés aux situations de consommation à risque ou de trouble de l'usage de l'alcool.
Des interventions communautaires à composantes multiples, et de régulations des pratiques de service dans les bars et restaurants peuvent aussi diminuer les risques.